# Viva High School Musical Argentina
Viva High School Musical Argentina (High School Musical: El Desafίo) este un spin-off al filmului american High School Musical, făcut pentru Argentina. Filmul îi are în rolurile principale pe finaliștii emisiunii-concurs High School Musical: La Selección: Agus, Fer, Delfi, Walter, Gastón, Vale, Sofi și Juanchi. De asemenea beneficiază de participarea specială a lui Andrea del Boca, Adriana Salonia, Peter McFarlane și de debutul cinematografic a lui Liz Solari.
Filmările au început în luna februarie a anului 2008 și este al treilea film Disney produs în America Latină. 8 noi cântece au fost produse pentru film. Pe lângă aceste cântece, Alejandro Lerner a compus și interpretat o melodie auzită în timpul genericului final. 
Premiera originală a avut loc pe data de 17 iulie 2008, în cinematografele din Argentina, ajungând în săptămâna de debut pe al doilea loc în topurile naționale de box-office. În România, premiera a avut loc pe 7 august 2010 pe Disney Channel, cu o variantă dublată în limba română.

## Rezumat
Un nou an școlar începe la High School Argentina, iar Fer (Fernando Dente), căpitanul echipei de rugby a liceului, descoperă că vecina și colega lui de clasă, Agus (Agustina Vera) s-a schimbat mult în timpul vacanței de vară. Delfi (Delfina Peña) a rămas tot țanțoșă și cu o atitudine superioară față de fratele ei, Walter (Walter Bruno) și de companioanele ei, Alicia, Clara și Valeria, pe care le numește "Invizibilele". 
Directorul școlii și Dn-șoara D'Arts, profesoara de arte, îi invită pe elevi să participe la prima "Bătălie a trupelor" ("Battle of the Bands") școlii. Anne-Claire, o fostă elevă iar, acum, o cântăreață celebră, se întoarce la școală pentru a juriza concursul și pentru a le da sfaturi concurenților. 
Muncind contra-cronometru și cu resurse limitate, copiii își unesc forțele pentru ziua cea mare.
Fer și Agus, alături de Juanchi, Sofi, Facha, Gaston și Walter formează o trupă, iar Delfi participă alături de prietenele sale și încearcă să-l separe pe Walter de noii lui prieteni. Dar, o singură trupă va câștiga; cea care înțelege că munca în echipă, dezvoltarea personală și munca din greu îi va face niște artiști și oameni mai buni.

## Actori și personaje
| Personaje principale | Personaje principale                        | Personaje principale |
| Personaj             | Actor                                       | Descriere |
| -------------------- | ------------------------------------------- | --- |
| Fer                  | Fernando Dente                              | Protagonistul filmului; Este cel mai popular elev al liceului și căpitanul echipei de rugby. Acesta se confruntă cu o nouă provocare, formând o trupă pentru "Bătălia trupelor". În ciuda dificultăților, acesta își arată calitățile de lider.                                              |
| Agus                 | Agustina Vera                               | Protagonista filmului; Este timidă și inteligentă, dar și o cântăreață talentată. Când se simte descurajată, Anne-Claire o încurajează să fie ea însăși și să-și arate talentele muzicale fără frică.                                                                                        |
| Delfi                | Delfina Peña                                | Antagonista filmului; Este genul de "fată bogată", egoistă, căreia nu-i pasă de sentimentele celor din jur. La sfârșit, Delfi învață o lecție importantă și își schimbă comportamentul. |
| Walter               | Walter Bruno                                | Antagonistul filmului; Este fratele lui Delfi, care trebuie să-și folosească toată ingenuozitatea pentru a scăpa de supravegherea surorii sale, pentru a-i ajuta pe cei din trupa lui Fer. Cu ajutorul lui Agus, Walter reușește să devină independent și să-și arate abilitățile artistice. |
| Personaje secundare  |                                             | |
| Personaj             | Actor                                       | Note |
| Gastón               | Gastón Vietto                               | Este cel mai bun prieten a lui Fer. Este îndrăgostit de Anne-Claire, și ar face orice pentru ea. |
| Juanchi              | Juan Macedonio                              | Este un băiat care nu-și pierde niciodată simțul umorului și un toboșar foarte bun. |
| Facha                | Augusto Buccafusto                          | Un elev care încearcă din răsputeri să cânte la chitară. Anne-Claire este cea care-l ajută. |
| Sofi                 | Sofía Agüero Petros                         | Este o compozitoare foarte talentată. Aceasta demonstrează că are o atitudine pozitivă, chiar și atunci când principalul ei inamic este timpul. |
| Vale                 | Valeria Baroni                              | O cântăreață foarte talentată. Datorită faptului că intră în trupa lui Delfi, calitățile lui Vale sunt neglijate. |
| Clarita și Alicia    | Maria Clara Alonso și Sophie Oliver Sánchez | Sunt prietenele lui Delfi și membre ale trupei sale. Fetele sunt subordonate și capriciilor și aroganțelor lui Delfi. |
| Dn-șoara. D'Arts     | Andrea del Boca                             | Profesoara de arte a liceului. Împreună cu directorul, aceasta pune pe picioare cocnursul "Bătălia trupelor". |
| Directorul liceului  | Peter McFarlane                             | |
| Anne-Claire          | Liz Solari                                  | O fostă elevă a liceului, care acum este o celebră cântăreață și pianistă. Aceasta se întoarce la școală pentru a le da sfaturi participanților. |
| Mama lui Agus        | Adriana Salonia                             | |
| Tatăl lui Fer        | Mauricio Dayub                              | |
| Donato               | Daniel Martins                              | |
| Marta                | Carolina Ibarra                             | |

## Coloana sonoră

Coperta CD-ului

Înainte de premiera filmului în Argentina, a fost lansat un album, conținând 8 cântece de pe coloana sonoră a filmului. Toate cântecele au fost produse de Fernando López Rossi. Albumul conține și un bonus-track, "Now Is Time to Shine" ("Ya es tiempo de brillar") scrisă de Alejandro Lerner special pentru film.
În România, toate cântecele au fost traduse în limba română.

### Lista cântecelor
| #  | Song                                                          | Performed by                                    |
| -- | ------------------------------------------------------------- | ----------------------------------------------- |
| 1  | El Verano Terminó (Summer Has Ended)                          | Distribuția                                     |
| 2  | Siempre Juntos (Forever Together)                             | Distribuția                                     |
| 3  | Doo up                                                        | Delfy și Walter                                 |
| 4  | Yo sabía... (I Knew...)                                       | Agus și Fer                                     |
| 5  | A Buscar el Sol (Look for the Sun)                            | Agus                                            |
| 6  | Hoy Todo es Mejor (Today Everything is Better)                | Fer                                             |
| 7  | Superstar                                                     | Delfi și "Invizibilele" (Vale, Clara și Alicia) |
| 8  | Mejor Hacerlo Todo Juntos (It's Better Doing It All Together) | Agus, Fer, Juanchi, Gaston, Facha și Sofi       |
| 9  | Actuar, Bailar, Cantar (Act, Dance, Sing)                     | Distribuția                                     |
| 10 | Ya es Hora de Brillar (It's Already Time to Shine)            | Alejandro Lerner                                |
| BT | El Verano Terminó (Video) (Summer Has Ended (Video))          | Distribuția                                     |

## Alte versiuni internaționale
După filmul din Argentina, filmul a fost refăcut pentru Mexic și Brazilia.
- Varianta mexicană a filmului, Viva High School Musical Mexico  (High School Musical: El Desafίo Mexico) a avut premiera pe 5 septembrie 2008, iar în România pe 14 februarie 2010, pe Disney Channel România. Cristóbal Orellana și Mariana Magaña, au fost aleși în urma concursului HSM: La Selección pentru a juca rolurile protagoniștilor. Antagoniștii nu au fost aleși în urma concursului, au fost jucați de Cesar Fernando Soberanes și Mar Contreras. Această versiune a folosit aproximativ aceleași dialoguri și cântece. Totuși, cântecele au fost transpuse într-ro versiune reggaeton și hip hop, pentru a plăcea publicului mexican. În mod ironic, versiunea mexicană a fost, de asemenea, filmată în Argentina.

- În Brazilia, filmul se numește High School Musical: O Desafio și a avut premiera pe 5 februarie 2010. Actorii au fost aleși în urma concursului HSM: A Seleção. Protagoniștii au fost jucați de Renata Pinto Gomes Ferreira și Olavo Setembro Cavalheiro, iar antagoniștii de Paula Pereia Barbosa și Fellipe Ferreira Guadanucci. Premiera în România nu a fost încă stabilită.